# Florian Popa
Florian Popa (n. 30 martie 1946

) este un senator român, ales în 2012. Este medic și a fost rectorul Universitatea de Medicină și Farmacie „Carol Davila” din București.